# 向杰
向杰（琉球語：／ ；1701年—1766年），和名东风平亲方朝卫（琉球語：／ ）是琉球国第二尚氏王朝時期的政治家，也是一位著名的歌人。琉球三十六歌仙之一。

## 生平
向杰为向氏当铭殿内的第二代家督，当铭殿内則是丰见城御殿的分支。向杰是父亲向祺（久志按司朝右）与母亲毛氏真牛的长子。另外，以创作《万岁敌讨》等組踊而闻名的向俊（田里亲云上朝直）是向杰之弟。
其详细经历至今仍不甚明了。1752年，向杰接替蔡温就任三司官，自此担任三司官凡14年（1765年辭职）。冲绳学學者真境名安兴（毛居易）在其所著的《冲绳一千年史》中，稱讚向傑是自古以来最有名的6名琉歌名人之一。向有恒的《冲绳集》收录有其和歌一首：

## 脚注
1. ↑  参照《真境名安兴全集（第一卷）》385页。